# عبدالنبی قیم
عبدالنبی قَیّم (۴ اردیبهشت ۱۳۳۵ در آبادان)، نویسنده، پژوهشگر، و فرهنگ‌نویس ایرانی، و نویسنده و گردآورندهٔ فرهنگ معاصر عربی فارسی است. قَیّم از عرب‌های ایرانی است. کتاب فرهنگ لغت «قیم» از برجسته‌ترین آثار او در ایران است، که تاکنون چهارده مرتبه به چاپ رسیده. وی همچنین در زمینهٔ تاریخ خوزستان، تألیفاتی دارد. وی دارای مدارک دانشگاهی در اقتصاد و مدیریت اجرائی است.

## زندگی‌نامه
عبدالنبی قَیّم متولد چهارم اردیبهشت ماه ۱۳۳۵ هجری خورشیدی برابر با (۱۹۵۶/۴/۲۵ میلادی) در شهر آبادان است. او تحصیلات ابتدایی و متوسطه را در همان شهر سپری کرد و در سال۱۳۵۴ هـ. خ (۱۹۷۵ م) مدرک دیپلم را از دبیرستان رازی آبادان گرفت. وی در همان سال موفق به قبولی در کنکور سراسری در رشته اقتصاد دانشگاه جندی شاپور اهواز شد و در سال ۱۳۵۸ هـ. خ (۱۹۸۰م) فارغ‌التحصیل شد. وی حدود دو‌دهه بعد، مدرک کارشناسی ارشد خود را در رشته مدیریت اجرائی از دانشگاه آزاد اسلامی واحد علوم و تحقیقات اهواز دریافت کرد. پس از آن، در رشته مدیریت بحران در موسسه‌ای غیر قانونی به نام پژوهشکده شاخص پژوه اصفهان در مقطع دکتری تحصیل کرد. وزارت علوم اعلام کرده بود این موسسه مجوز فعالیت از وزارت علوم ندارد و غیرقانونی است و نهایتا این موسسه آموزشی منحل شد.

در اسفند ماه ۱۳۶۹ هـ. خ (فوریه ۱۹۹۱. م) تألیف فرهنگ معاصر عربی- فارسی را آغاز کرد و پس از یازده سال در اردیبهشت ماه سال ۱۳۸۱ (آوریل ۲۰۰۲. م) چاپ اول آن در ۱۲۷۰ صفحه منتشر شد. تا آبان ماه ۱۳۸۸ (نوامبر ۲۰۰۹) پس از هفت سال، چاپ هشتم آن روانه بازار شد. و تا کنون به چاپ ۱۴ رسیده‌است وبگاه فرهنگ معاصر در خارج از کشور نیز فرهنگ مزبورد مورد قبول رشته زبان فارسی در دانشکده زبان‌های خارجی دانشگاه ملک سعود شهر ریاض قرار گرفته‌است. روزنامه‌های فرا منطقه‌ای الشرق الاوسط و الحیاه که هر دو در لندن چاپ و توزیع می‌شوند هر کدام به تنهایی مقاله‌ای در وصف این کتاب نوشته‌اند.
دکتر رحمان سلیمانف رئیس بخش عربی دانشگاه دوشنبه تاجیکستان، این کتاب را به عنوان تنها فرهنگ عربی فارسی به علاقه‌مندان توصیه کرده‌است.

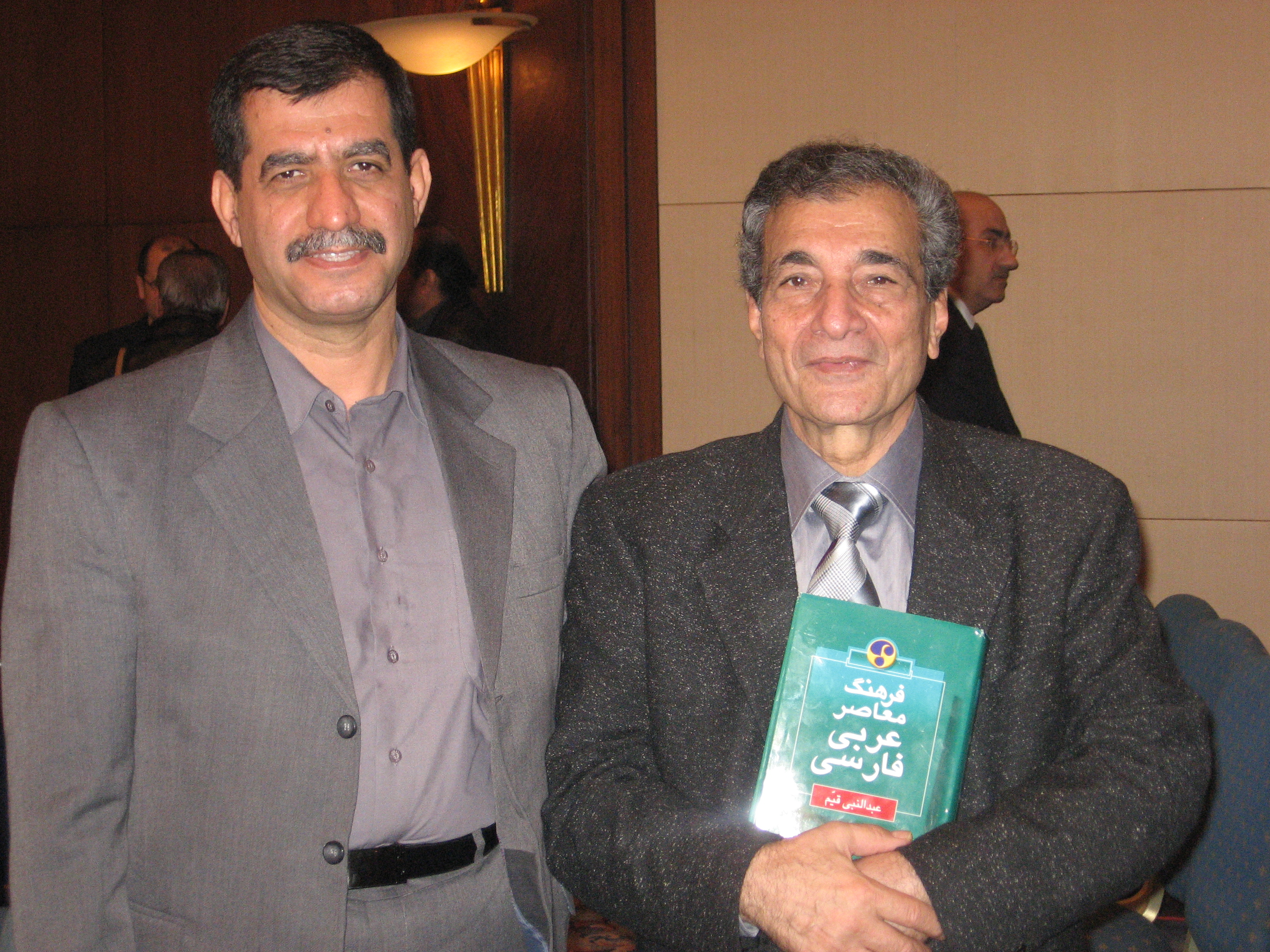
عبدالنبی قیم (نفر سمت چپ) در کنار فاروق شوشه در پنجاهمین سالگرد راه‌اندازی مجله العربی در کویت

وی در سال ۱۳۶۳ هـ. خ در شرکت ملی حفاری ایران مشغول بکار شد و از آن تاریخ تا سال ۱۳۹۵ ساکن شهر اهواز بود، سپس در تهران ساکن شد. ایشان در سال ۱۳۸۰ به عنوان عضو شورای علمی بنیاد خوزستان‌شناسی برگزیده شد و در سال ۱۳۸۶ هـ. ش (۲۰۰۷. م) از سوی مرکز فرهنگی کره جنوبی و جهان اسلام در شهر سئول به عنوان مشاور مرکز انتخاب شد.

#### حضور بین‌المللی
قیم به دعوت مؤسسه بابطین در دوازدهمین همایش بابطین در شهر سارایوو پایتخت بوسنی و هرزگوین شرکت کرد. رئیس‌جمهور بوسنی از شخصیت‌های شرکت‌کننده در این مراسم بود.
همچنین قیم در جشن پنجاهمین سال تاسیس مجله العربی در کویت در سال ۲۰۰۸ شرکت کرد، و در سال ۲۰۲۲ به عنوان برنده ششمین دوره [ترجمه شیخ حمد] به قطر رفت، سپس در سال ۲۰۲۴ میهمان جشن دهمین سالگرد تاسیس جایزه ترجمه شیخ حمد در دوحه شد.

عبدالنبی قیم، نسخه‌ای از چاپ دهم فرهنگ معاصر عربی ـ فارسی و همچنین ترجمهٔ کتاب عربی پانصد سال تاریخ خوزستان را به کاظم الساهر، خوانندهٔ مشهور عراقی هدیه داد. این هدایا در حاشیهٔ برنامهٔ The voice یکی از پربیننده‌ترین برنامه‌های تلویزیونی در خاورمیانه داده شد.

## آثار

### کتب
- "فرهنگ معاصر عربی – فارسی" در ۱۲۷۰ صفحه، سال۱۳۸۱ انتشار یافت. از ویژگی‌های این فرهنگ لغت می‌توان به حذف «ال» معرفه از اول اسم‌های عربی و ثبت اسماء عربی در فرهنگ لغت بدون «ال» اشاره کرد. البته در این خصوص استثناهایی وجود دارد که رعایت شده‌است.

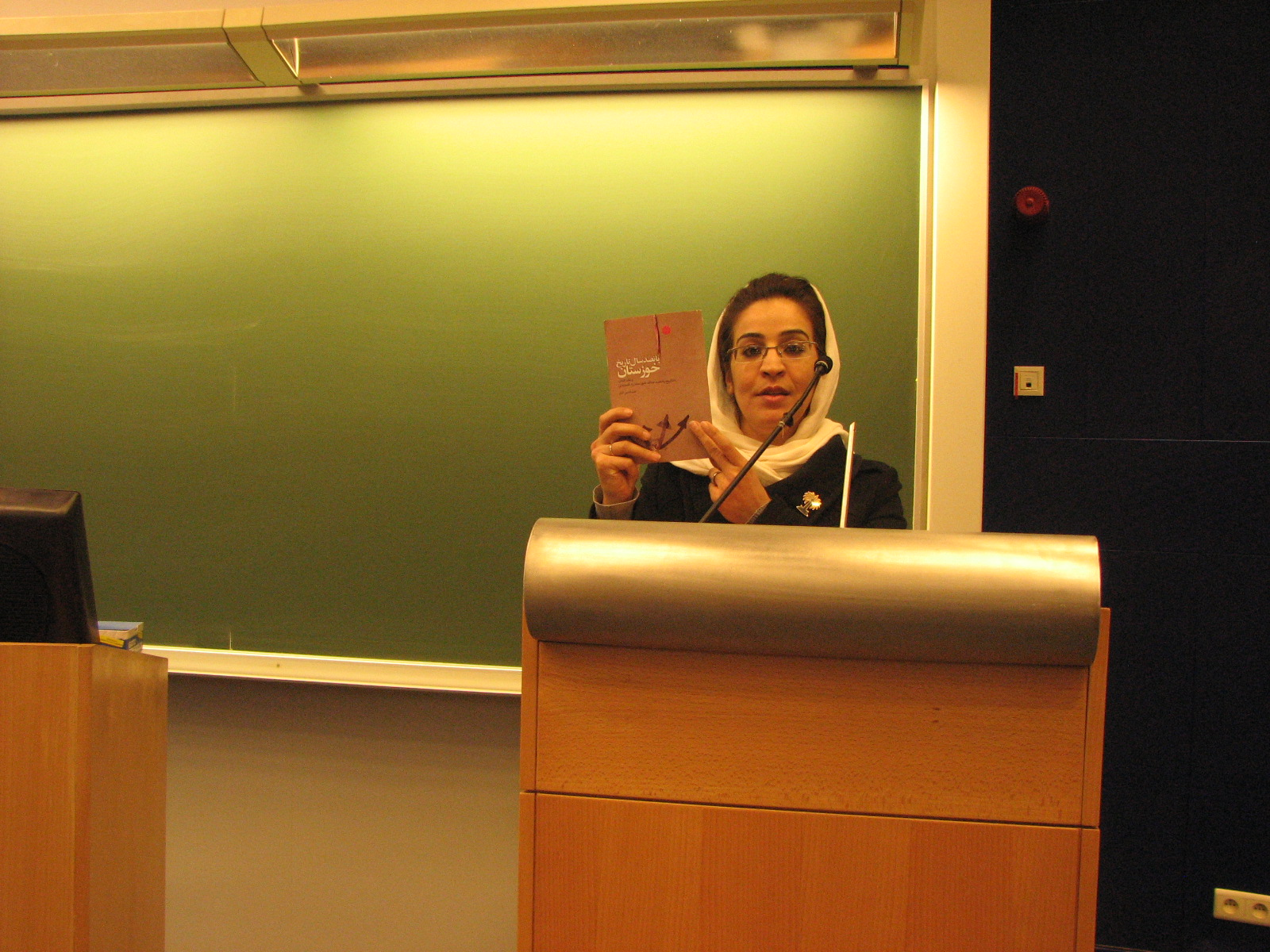
معرفی کتاب پانصد سال تاریخ خوزستان در دانشگاهی در بلژیک

برخی اطلاعات زبانی خاص زبان عربی که در فرهنگ‌های یک زبانه عربی ثبت شده‌اند، در کتاب حذف شده‌اند. در حقیقت فرهنگ دو زبانه، فرهنگ معادل و برابر مدخل‌های زبان مبدأ در زبان مقصد است. حذف مصدرهای افعال و حذف عین‌الفعل مضارع از جمله خصوصیات این کتاب است.
همچنین در راستای ساده‌تر کردن کتاب و هر چه فارسی تر کردن آن، فاعل و مفعول‌های عربی در فرهنگ معاصر حذف شده‌اند و به جای آن‌ها فاعل و مفعول فارسی آن هم در پرانتز ذکر شده‌است.
- "فرهنگ معاصر میانه عربی - فارسی" در ۹۰۰ صفحه، سال ۱۳۸۶ انتشار یافت. وی پس از انتشار فرهنگ معاصر عربی - فارسی در سال ۱۳۸۱ با ۶۰ هزار مدخل، تلاشی را برای گزینش مدخل‌های متداول و برابرهای پرکاربرد عربی از میان خیل عظیم مدخل‌ها می‌آغازد. قیم مبنای کار خود را در گزینش مدخل‌ها، زیرمدخل‌های متداول، انتخاب برابرها و مدخل‌های متداول پرکاربرد، بر دو کتاب «قاموس المورد» دکتر روحی البعلبکی و «المنجد الوسیط فی العربیه المعاصره» گذاشت.[۱۸][۱۹][۲۰]
- "پانصد سال تاریخ خوزستان" در ۵۱۲ صفحه، سال ۱۳۸۸ انتشار یافت. نگارش کتاب «پانصد سال تاریخ خوزستان»، علاوه بر نقد و بررسی کتاب «تاریخ پانصد ساله خوزستان احمد کسروی»، پژوهشی در باب پانصد سال تاریخ مردم عرب خوزستان است.[۲۱][۲۲][۲۳]

این کتاب به عنوان یکی از پر فروش معرفی شده و در جراید مختلفی مورد نقد و بررسی قرار گرفت.
- «کتاب فراز و فرود شیخ خزعل» در ۴۹۳ صفحه و در سال ۱۳۹۲ منتشر شد که تا به حالا ۳ بار تجدید چاپ شده‌است. این کتاب چگونگی به قدرت رسیدن شیخ خزعل، افزایش قدرت و سطوت او، همچنین روابط وی با مراکز قدرت و نیروهای اثر گذار محلی، منطقه ای و جهانی در عرصه تعاملات سیاسی را در ۱۴ فصل به تفصیل مورد کنکاش قرار داده‌است.[۲۵]
- «فرهنگ معاصر عربی _ فارسی» این فرهنگ دو جلدی و در ۲۲۴۸ صفحه، سال ۱۳۹۳ روانه بازار کتاب شد. این کتاب نسبت به فرهنگ یک جلدی نزدیک به ۱۰ ه. ار عبارت و اصطلاح عربی دارد و همچنین معانی جدید مدخل‌ها و عبارات نیز اضافه شده به همین دلیل فرهنگ مزبور را هم از نظر شکل و هم از نظر محتوا می‌توان فرهنگ عربی – فارسی امروز نامید.[۲۶]
- کتاب «پادشاهی میسان و اهواز یا احواز» در ۲۸۰ صفحه و در آذرماه ۱۳۹۸ منتشر شد. این کتاب شامل دو بخش مجزا و جدا از هم است. بخش اول کتاب دربارهٔ پادشاهی مِیسان است. این پادشاهی که تا به حال در کتب و متون فارسی از آن سخن به میان نیامده، به مدت نزدیک به چهار قرن در دوران باستان (۱۴۳ ق. م-۲۲۴ م) در جنوب غربی ایران در خوزستان فعلی حکومت می‌کرد. بخش دوم کتاب به پیشینهٔ تاریخی نام اهواز اختصاص دارد این که ریشهٔ نام اهواز چیست؟ قدمت نام اهواز چند هزار سال است؟ اهواز درست است یا احواز؟ نام خوز و خوزیان از چه زمانی مطرح شد؟ خوزیان کیانند و چه رابطه ای با عیلامیان دارند؟ و بالاخره منشأ و ریشهٔ نام خوزستان چیست؟[۲۷]
- "فرهنگ معاصر فارسی - عربی (دو جلدی)" این کتاب در مردادماه ۱۴۰۲، در ۱۵۰۴ صفحه منتشر شد که دارای ویژگی‌های ذیل است: برابر یابی، آوانگاری، بیان نوع مدخل، ضبط اصطلاحات علمی، درج عبارات اصطلاحی و درج واژه‌های عامیانه است.
- کتاب "دو قرن سکوت افسانه یا واقعیت؟" این کتاب حاصل ۶ سال تحقیق و پژوهش برای نقد و بررسی خکتاب دو قرن سکوت دکتر عبدالحسین زرین کوب است که توسط انتشارات صدای معاصر در سال 1403 به چاپ رسید.فیلم آشنایی با کتاب

### پژوهش‌ها
- نگاهی جامعه شناختی به زندگی و فرهنگ مردم عرب خوزستان «فصلنامه مطالعات ملی، سال۱۳۸۰ فصلنامه شماره ۷»[۲۸]
- تصدی‌گری در استان خوزستان[۲۹]
- دربارهٔ واژه تازی[۳۰]

### مقاله
- اقدامات فرهنگی سید مطلب مشعشعی[۳۱]
- نگاهی به سنتها[۳۲]

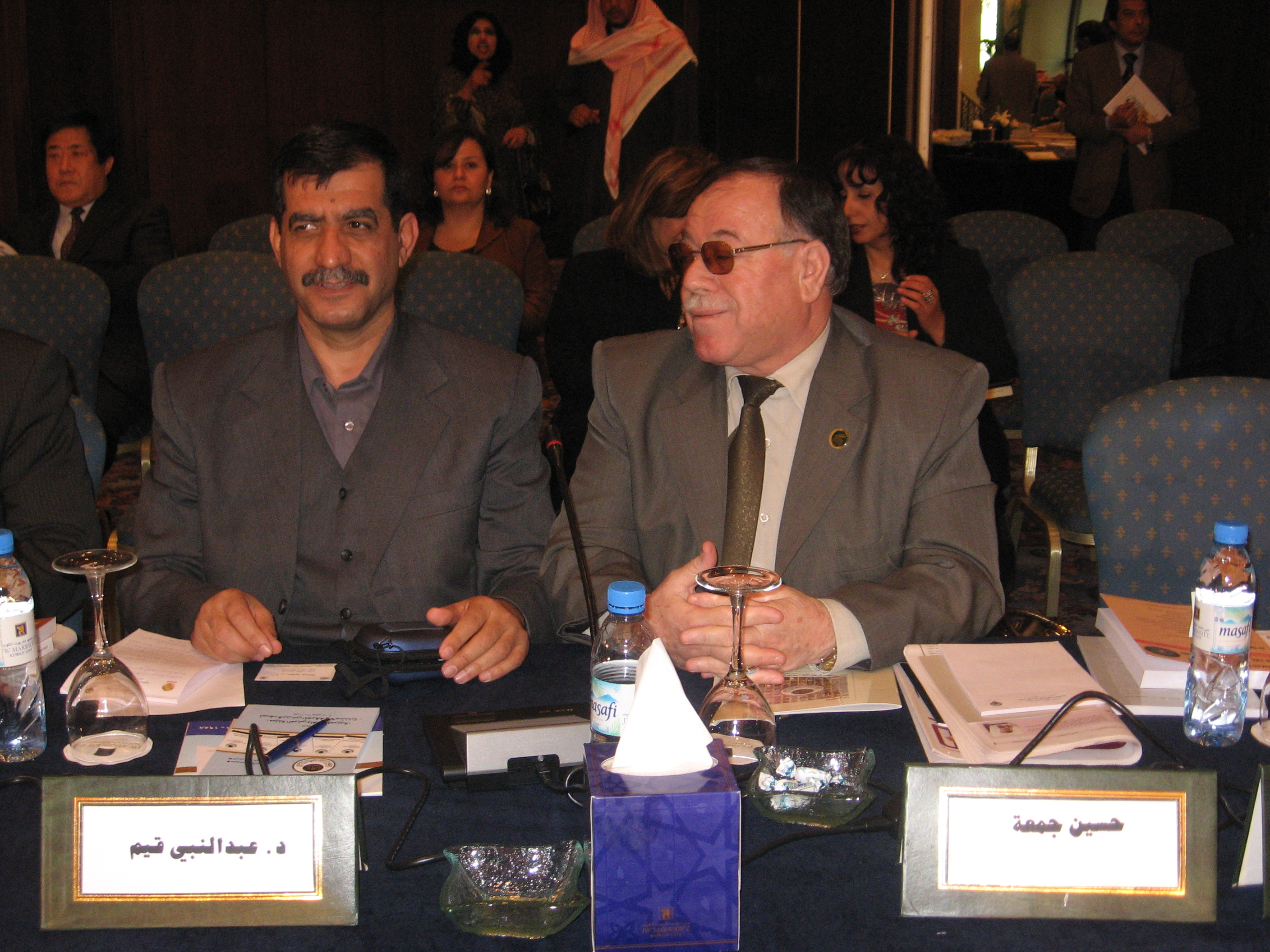
عبدالنبی قیم در کنار حسین جمعه

- تحول و تطور فرهنگ‌نویسی عربی - فارسی[۳۳]
- تاریخ‌نگاری کسروی[۳۴]
- روشنفکر وانتقاد[۳۵]
- به یاد سید هادی بالیل موسوی نخل‌ها در سوگ او اشک می‌ریزند[۳۶]
- تشکیل بنیاد خوزستان‌شناسی، انتظاری چند ساله[۳۷]
- مقاله از خاراکس تا خرمشهر[۳۸][۳۹]
- پاسخ به مصطفی بادکوبه‌ای[۴۰]
- جواد طباطبایی و تحریف تاریخ[۴۱]
- تقی‌زاده در محکمه آدمیت[۴۲]
- نامی ماندگار برای فرهنگ‌نویسی (به یاد زبان‌شناس دکتر محمد رضا باطنی)[۴۳]
- "فرادستی قومی و فرودستی قومی دیگر یا نژادپرستی" این مقاله در شماره ۱۴۱ مجله دوماهنامه چشم‌انداز ایران (شهریور و مهر ۱۴۰۲) منتشر گردید، و در نقد مقاله «بیت‌های عرب ستیزانه در شاهنامه» نوشته ابوالفضل خطیبی، نگارش شده‌است.
- "صادق هدایت و باستان گرایی" این مقاله در شماره 144 مجله چشم انداز و در فروردین 1403 به چاپ رسید.فیلم مرتبط با مقاله
- "ظلم و جفا به بیهقی" ملاحظاتی بر کتاب (حدیث خداوندگی و بندگی) تألیف محمد دهقانی. این مقاله در ماهنامه تجربه شماره 35 به تاریخ آبان 1403 به چاپ رسید.لینک مجله

### نقد کتاب
- نقد کتاب «نگاهی به تاریخ خوزستان» تألیف نیره زمان رشیدیان، روزنامه اهواز
- نقد و معرفی کتاب «تاریخ خوزستان» تألیف محمد جواهر کلام، روزنامه اهواز
- نقد و معرفی کتاب «مشعشعیان» تألیف محمد علی رنجبر، مجله آیین پژوهش
- نقد کتاب «قرائت متون معاصر» تألیف مصطفی جباری، احسان اسمعیلی طاهری، انتشارت سمت
- نقدکتاب «المصطلحات المتداولة فی الصحافة العربیة» ، انتشارات سمت، تألیف محمدرضا عزیزی‌پور
- نقد کتاب «قومیت و قوم‌گرایی در ایران از اقسانه تا واقعیت»[۴۴]
- نقد فرهنگ معاصر عربی - فارسی آذرتاش آذرنوش (برنده جایزه نقد کتاب)[۴۵]

### ترجمه
- مقاله سنت و مدرنیسم، دکتر محمد عابد الجابری، روزنامه همبستگی
- مقاله تروریسم افراد و تروریسم دولت‌ها، دکتر حسن خنفی، روزنامه نوروز
- مقاله جهان عرب و ایران، دکتر حسن خنفی، روزنامه همبستگی
- مقاله تمدن‌ها، برخورد یا گفتگو، دکتر حسن خنفی، روزنامه نوروز
- مقاله نقش دولت در توسعه جامعه مدنی، دکتر احمد الموصللی، روزنامه اخبار اقتصاد
- مقاله جامعه مدنی، سرآغاز توسعه و جهش، معن بشور، روزنامه گوناگون
- مقاله دولت و جامعه مدنی، مکمل یامخالف یکدیگر، دکتر حسن خنفی، روزنامه آزادگان

### نظرات قیم دربارهٔ شیخ خزعل
قیم پس از کتاب پانصد سال تاریخ خوزستان کتابی با عنوان «فراز و فرود شیخ خزعل» را نگارش کرد. چهار سال روی کتاب شیخ خزعل کار کرد. به باور او، شیخ خزعل یک تابو بود. حکومت رضاشاه تصویر یک نوکر حلقه به گوش انگلیس از او ارائه داده بود. اما قیم روایت جدیدی از شیخ خزعل را به تصویر می‌کشد. وی در آن کتاب تا دوره شیخ مزعل، برادر شیخ خزعل را روایت می‌کند. در «فراز و فرود شیخ خزعل» به نوعی روایت این شخصیت عجیب و تراژیک جنوب ایران و تاریخ آن خطه تا عهد رضاشاه و قتل شیخ خزعل است.

## نقدها و واکنش‌ها
عبدالنبی قیم در کتاب خود به نام "پادشاهی میسان و اهواز یا احواز" با تاکید بر متاخر بودن نام خوزستان ادعا می‌کند که «هیچ نوشته یا کتاب تاریخی یافت نشده که قبل از سال ۳۶۷ هجری نام خوزستان در آن آمده باشد.» این در حالی است که در ده ها نوشته و کتاب، نام خوزستان از دوران هخامنشیان ذکر کرده است. او همچنین ادعا می‌کند که طبری در کتاب تاریخ خود به نام اهواز اشاره می‌کند و نه خوزستان. درحالیکه کتاب تاریخ طبری سه بار نام خوزستان را آورده است.
همچنین برخی استدلال‌های وی در بررسی تمدن‌های موجود در منطقه را از لحاظ علمی مورد تشکیک قرار داده‌اند.
او در گفت‌وگو با سعید دهقانی، بیان کرده است که: فضای جامعه ما و بالطبع فضای ناشران ما فوق‌العاده تعصب‌آلود است.

### واکنش رسانه‌های حکومتی در ایران
خبرگزاری‌ها و رسانه‌های وابسته به حکومت جمهوری اسلامی عمدتا عبدالنبی قیم را ستوده‌اند. ایسنا از او به عنوان اندیشمند یاد کرده و خبرگزاری مهر او را تاریخ‌نگار برجسته نامیده است.

### توقیفِ یک کتاب
«پادشاهی میسان و اهواز یا احواز» یکی از کتاب‌های قیم که پس از اخذ مجوز منتشر شد، اما پس از مدتی توزیع این کتاب متوقف شد. پایگاه خبری کتاب نیوز نوشت: "وزارت ارشاد بر اثر یک بدفهمی جلوی توزیع آن را گرفت. گویا این منع بر اثر هجمه طرفداران جواد طباطبایی صورت گرفته است." 

## جوایز
عبدالنبی قیم به خاطر تألیف فرهنگ دو جلدی عربی - فارسی برنده ششمین دوره جایزه شیخ حمد در قطر شد.
وی همچنین برگزیده جشنواره «نقد کتاب» در بخش ادبیات عربی شد